# Paulo Sérgio Poletto
Paulo Sérgio Poletto (1942 - 11 de abril de 2014) foi um futebolista e treinador de futebol brasileiro.
Como jogador, foi atleta do Internacional e do Atlético Paranaense.
Durante sua carreira como treinador, comandou mais de 25 equipes, destacando-se o Grêmio, em 1989, após conquistar o campeonato gaúcho de futebol - segunda divisão de 1989 pelo Ypiranga de Erechim. No Brasil, também trabalhou em equipes como o Coritiba e o Atlético Paranaense; no exterior, treinou o Barcelona de Guayaquil e foi assistente técnico da Seleção Equatoriana de Futebol. Seu último trabalho foi no Ypiranga como gerente de futebol, antes de se aposentar e dedicar-se a carreira de professor de educação física.
Faleceu no dia 11 de abril de 2014 em Arroio do Meio, Rio Grande do Sul, após uma luta de quatro anos contra um câncer de rim.